# Jańskie rajtowanie

Znaczek poczty NRD z 1982 roku, poświęcony zwyczajowi jańskiego rajtowania

Jańskie rajtowanie (górnołuż. Janske jěchanje, dolnołuż. Jańske rejtowanje) – serbołużycki obyczaj ludowy, związany z obchodami nocy świętojańskiej. Współcześnie praktycznie wymarły, podtrzymywany jest w jednej tylko wsi Kozle (niem. Casel) koło Drebkau na Dolnych Łużycach.
Obyczaj związany jest z dawnymi kultami płodności, a jego główną postacią jest jeździec przebrany za św. Jana, symbolizującego tutaj w istocie pradawne bóstwo życia i urodzaju. Jan odziany jest w specjalny kwietny strój oraz głęboko nasuniętą na głowę i niemal całkiem zakrywającą jego oblicze kunsztowną koronę z kwiatów z opadającymi girlandami. Do wykonania korony i stroju jeźdźca potrzebna jest ogromna liczba bławatków, nenufarów, goździków kartuzków i innych kwiatów, zbieranych przez dziewczęta już na kilka dni przed świętem. W dniu obchodów Jan przed południem jest odziewany w swój strój, po czym wyrusza na czele kawalkady jeźdźców na polanę, gdzie trwa uroczysty festyn. Tam towarzysze go opuszczają, a on sam cwałuje między widzami, których celem jest uszczknięcie jak największej liczby kwiatów z jego stroju, co ma przynieść szczęście na następny rok. Wieczorem w gospodzie odbywa się huczna biesiada, w trakcie której Jan tańczy z dziewczętami i otrzymuje od nich drugą koronę.